# Psammodesmus dasys
Psammodesmus dasys är en mångfotingart som först beskrevs av Chamberlin 1941.  Psammodesmus dasys ingår i släktet Psammodesmus och familjen Platyrhacidae. Inga underarter finns listade i Catalogue of Life.